# Vagitorium

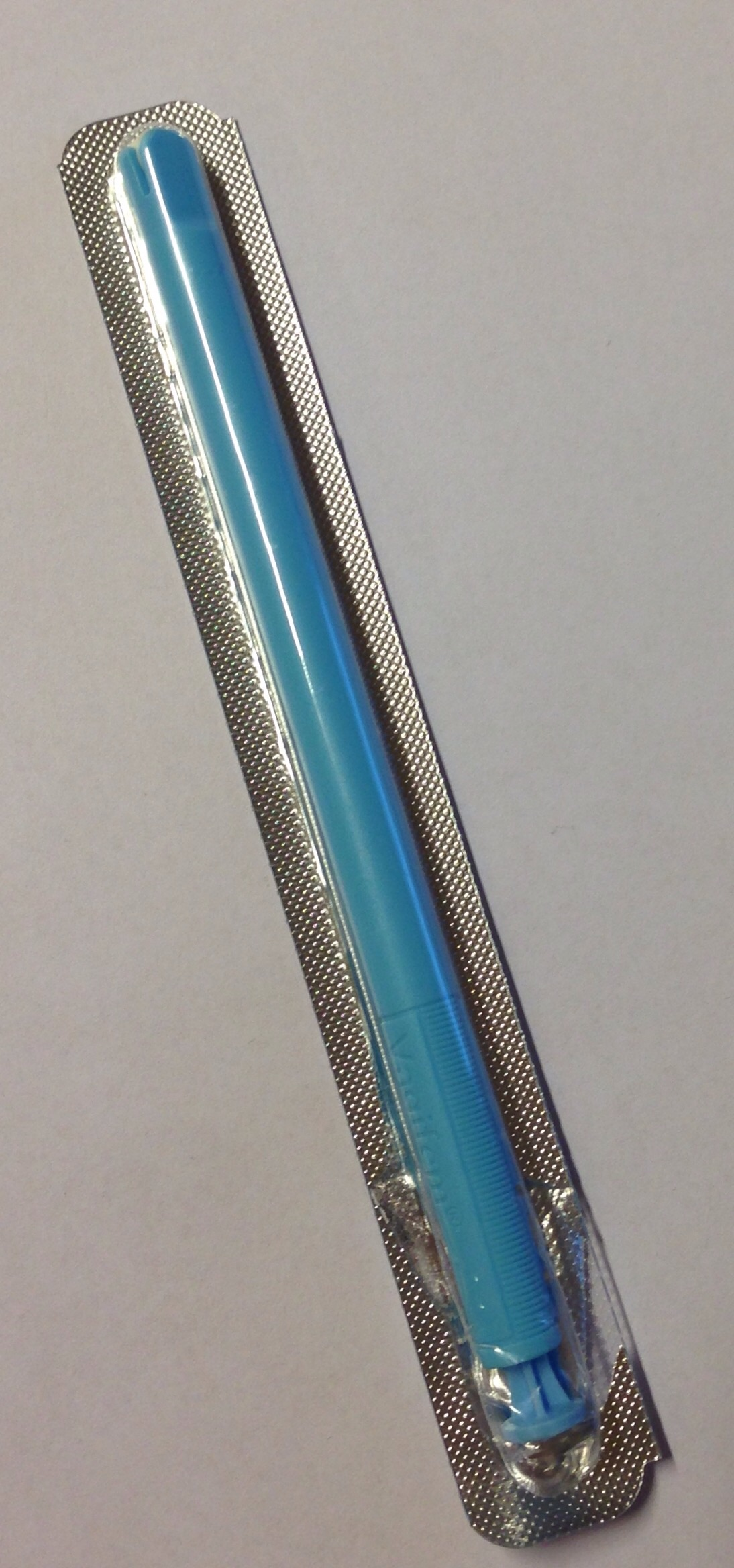
Vagitorium

Ett vagitorium (pl. vagitorier) är en beredningsform avsedd att tillföra läkemedel till slidan (vagina). Exempel på läkemedel i vagitorieform är östrogenpreparat och läkemedel för lokal behandling av svampinfektion i underlivet.

## Exempel på andra beredningsformer
- Tablett
- Kapsel
- Brustablett
- Sugtablett
- Oral lösning
- Suppositorium